# Haakon III. Norský
Haakon III. Sverresson (1170–1180? – 1. ledna 1204) byl norský král v letech 1202–1204. Narodil se jako nemanželský syn budoucího krále Sverre Sigurdssona a jeho konkubíny Astrid Roesdatter někdy po roce 1170.

## Vláda
Haakon je poprvé zmíněn jako jeden z vůdců armády svého otce proti politické frakci baglerů v roce 1197. Poté je ještě několikrát zmíněn jako účastník boje svého otce s baglery. Na smrtelné posteli jeho otec (zemřel 9. března 1202) prohlásil, že nemá jiné přeživší syny než Haakona. Také Haakonovi napsal dopis, ve kterém mu radí, aby urovnal dlouhodobé spory s církví. Když se zprávy o Sverreho smrti dostali k Haakonovi a frakci birkebeinerů v Nidarosu, Haakon byl vybrán jako vůdce frakce. Toho samého roku byl prohlášen králem.
Norští biskupové, kteří žili v exilu ve Švédsku a v Dánsku a podporovali frakci baglerů, se vrátili do Norska a usmířili se s Haakonem. Nad Norskem byl zrušen církevní interdikt vyhlášený během vlády Sverreho. Haakon prý měl dobré vztahy se sedláky a prostým lidem a bagleři tak brzy ztratili mnoho podporovatelů. Na podzim roku 1202 byl baglerský král Inge Magnusson zabit sedláky z Opplandu. V Dánsku se sice objevil nový uchazeč o trůn, Erling Steinvegg, ale ten odmítl obnovit boj, protože proti Haakonovi neviděl příliš nadějí na úspěch.
Zdá se, že Haakon měl problémové vztahy s otcovou manželkou, královnou Markétou Eriksdotter. Po smrti Sverreho se Markéta pokusila vrátit do rodného Švédska se svou dcerou Kristinou, ale Haakonovi muži je násilím rozdělili, protože Haakon si Kristinu chtěl ponechat u dvora.
Během Vánoc v roce 1203 Haakon onemocněl po pouštění žilou a 1. ledna 1204 zemřel. Objevilo se podezření na otravu jedem, za kterou prý stála jeho nevlastní matka Markéta. Jeden z Markétiných mužů musel podstoupit zkoušku rozpáleným železem a byl těžce popálen. To bylo bráno jako důkaz její viny a Markéta musela utéct do Švédska. Haakonova brzká smrt znamenala obnovení bojů mezi politickými frakcemi v Norsku. 
Pohřben je v katedrále v Bergenu.

## Následník a syn Haakon
Haakon Sverresson nebyl ženatý a nezanechal po sobě dědice. Jeho nástupcem se tedy stal jeho čtyřletý synovec Guttorm Sigurdsson. Později se však ukázalo, že Haakon přece jen měl potomka. Na podzim roku 1203 měl za milenku dívku ze staré a vážené rodiny, Ingu z Varteigu. Dítě se narodilo následujícího roku. Teprve několik měsíců po jeho narození uvedla Inga jako otce krále Haakona. Argumenty Ingy o králově otcovství jejího malého syna Haakona získaly podporu řady stoupenců a následovníků Haakona III. a nakonec birkenbeinerové uznali její dítě za králova potomka.